# Sociální demokracie
Die Sociální demokracie (abgekürzt SOCDEM, deutsch Sozialdemokratie), bis 2023 bekannt als Česká strana sociálně demokratická (abgekürzt ČSSD, deutsch Tschechische Sozialdemokratische Partei), ist eine sozialdemokratische politische Partei in Tschechien, Mitglied der Sozialistischen Internationale und der Sozialdemokratischen Partei Europas.
Bis zu den Parlamentswahlen im Oktober 2017 war sie eine der dominierenden Parteien Tschechiens. Sie stellte in der Sněmovna, dem Abgeordnetenhaus die größte bzw. zweitgrößte Fraktion und von 1998–2006 und 2014–2017 den  Ministerpräsidenten (zuletzt Bohuslav Sobotka). Im Senat war sie ebenfalls lange Jahre eine der dominierenden Parteien.
Bei den Wahlen im Herbst 2017 erlitt die ČSSD eine schwere Niederlage. Mit lediglich 7,3 % der Stimmen erhielt sie nur noch 15 Abgeordnetenmandate in der Sněmovna. Sobotka, der aufgrund des Popularitätsverlusts bereits im Vorfeld der Wahlen auf die Spitzenkandidatur und den Parteivorsitz verzichtet hatte, legte auch seinen Parlamentssitz nieder.  Dennoch trat die ČSSD nach langen Verhandlungen mit dem Sieger der Wahlen, der Partei ANO 2011 von Andrej Babiš, erneut in eine Regierungsbeteiligung ein und erhielt fünf Ministerposten einschließlich des Innenministers.
Nach der Zahl ihrer Mitglieder war die ČSSD lange die drittgrößte tschechische Partei, hinter der KSČM und der KDU-ČSL. In den letzten Jahren ist die Zahl der Mitglieder stark rückläufig: 
Im Jahr 2015 hatte die Partei rund 23.000 Mitglieder, im Jahr 2019 circa 12.500 Mitglieder, im August 2025 3.090 Mitglieder.
Der ČSSD wurde oft (vor allem von der ODS) ihre verstärkte Bereitschaft zur Zusammenarbeit mit den Kommunisten (KSČM) vorgeworfen. Dies gilt umso mehr, da sie auf Bezirksebene zum Teil auch formelle Koalitionen mit der kommunistischen Partei eingegangen ist. In der Regierungsbeteiligung 2017–2021 ließ sich die Partei erstmals auch auf nationaler Ebene durch die KSČM tolerieren, bis die KSČM am 13. April 2021 das Tolerierungsabkommen aufkündigte. Bei den Wahlen 2021 verfehlten sowohl die ČSSD als auch die KSČM den Wiedereinzug ins Abgeordnetenhaus.

## Geschichte

### Gründung bis Erster Weltkrieg (1878–1918)
Die Partei gründete sich 1878 unter dem Namen „Sozialdemokratische tschechoslawische Partei in Österreich“ noch als eigenständige Sektion innerhalb der Sozialdemokratie Österreichs. 1893 machte sich die Partei von der österreichischen Mutterpartei unabhängig. Seit 1897 war sie im Reichsrat (Österreich) vertreten. Im selben Jahr spaltete sich die Partei durch den Austritt von fünf Abgeordneten, welche im Streit um den Kurs der Partei die stärker auf die nationale Eigenständigkeit programmierte Tschechoslowakischen Nationalsozialistischen Partei ins Leben riefen. Die ČSSD selbst blieb – auch während des Ersten Weltkrieges – stets loyal zur österreich-ungarischen Oberhoheit über Tschechien.

### Zwischenkriegszeit (1918–1939)
Nach dem Ersten Weltkrieg und dem Auseinanderbrechen Österreich-Ungarns erneuerte sich die Partei in der neu entstandenen Tschechoslowakei unter dem Namen „Tschechoslowakische Sozialdemokratische Arbeiterpartei“. Sie spielte in der unabhängigen Tschechoslowakei anfangs eine führende Rolle. Sie war bereits in der provisorischen Nationalversammlung mit 47 Abgeordneten zweitstärkste Kraft und stellte drei Minister in der ersten tschechoslowakischen Regierung. Ein bedeutender Vertreter der Partei, Vlastimil Tusar, war von 1919 bis 1920 Ministerpräsident der Tschechoslowakei. 1920 wurde die Partei bei den Parlamentswahlen mit 25,7 % bzw. 74 von 281 Abgeordneten stärkste Partei.

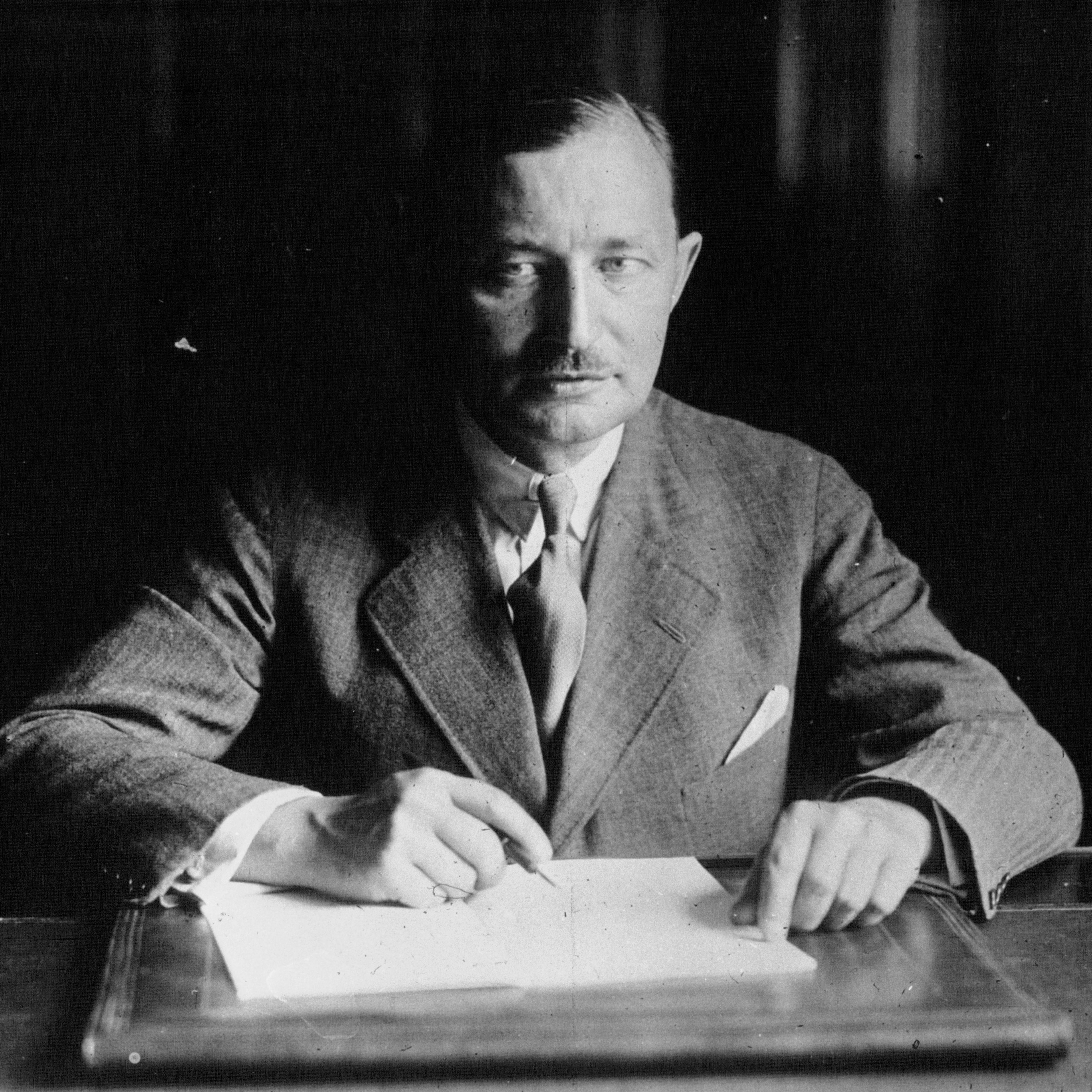
Zdeněk Fierlinger (1932)

Kurz darauf spaltete sich der marxistisch-leninistisch orientierte Flügel mit 23 Abgeordneten von der Partei ab und gründete 1921 die Komunistická strana Československa (Kommunistische Partei der Tschechoslowakei). Durch diese weitere Spaltung wurde die Partei geschwächt. Bei den Wahlen 1925 erhielt sie nur noch 8,9 % der Stimmen. Dennoch war sie, mit Ausnahme der Jahre von 1926 bis 1929, an allen Regierungen der Tschechoslowakei bis 1938 beteiligt.
Nach dem Münchner Abkommen 1938 löste sich die Partei auf, die Mitglieder schlossen sich wieder mit den Mitgliedern der Tschechoslowakischen Nationalsozialistischen Partei zur Nationale Arbeitspartei zusammen, die als „loyale Opposition“ zur Einheitspartei „Strana národní jednoty“ konzipiert war. Diese wurde im Zuge des Reichsprotektorates Böhmen und Mähren aufgelöst. Einige Mitglieder der Partei engagierten sich in der tschechoslowakischen Exilregierung in London; andere, wie etwa der ehemalige Parteivorsitzende Antonín Hampl, kamen während der Besatzungszeit ums Leben.

### Nachkriegszeit und ČSSR (1945–1989)

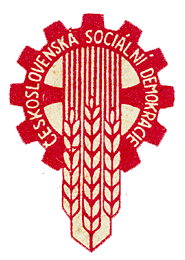
Parteilogo in der Nachkriegszeit (1945–48) und im Exil

Nach 1945 erneuerte sich die Partei als Bestandteil der Nationalen Front. Mit Zdeněk Fierlinger wurde von 1945 bis 1946 wieder ein Vertreter der Partei Ministerpräsident der Tschechoslowakei. Bei den Parlamentswahlen in der Tschechoslowakei 1946 erhielt die Partei 12,3 % und 37 von 300 Mandaten. Sie blieb damit deutlich hinter den Ergebnissen der Komunistická strana Československa und der Tschechoslowakischen Nationalsozialistischen Partei zurück. Die Jahre waren durch innerparteiliche Auseinandersetzungen über den Umgang mit der KSČ geprägt. Im Zuge des Februarumsturzes 1948 erleichterte der Verbleib der drei sozialdemokratischen Minister in der Regierung von Klement Gottwald die komplette Machtübernahme der KSČ. Viele Funktionäre der ČSSD gingen nach dem Umsturz erneut ins Exil, während die verbliebene Partei unter Führung von Zdeněk Fierlinger mit der Komunistická strana Československa auf dem sogenannten „Vereinigungsparteitag“  vom 27. Juni 1948 zwangsvereinigt wurde. Die Exilgruppen blieben weiterhin als unabhängige ČSSD aktiv.
Im Zusammenhang mit dem Prager Frühling 1968 gab es Bestrebungen, die Arbeit der Partei auch auf dem Territorium der Tschechoslowakei wieder aufzunehmen. Diese wurden jedoch durch den Einmarsch der sowjetischen Truppen vereitelt.

### Nach der Samtenen Revolution (1990–1998)
Am 25./26. März 1990 gründete sich die Partei in Prag neu. Zum ersten Vorsitzenden wurde Jiří Horák gewählt, der sich als zurückgekehrter Vertreter der Exilgruppen gegen den Bürgerrechtler Rudolf Battěk durchsetzen konnte. Bei den Wahlen in der Tschechoslowakei 1990 gelang es der Partei noch nicht, in die Parlamente zu kommen. Einige spätere Mitglieder – darunter Miloš Zeman, Jan Kavan und Valtr Komárek – wurden jedoch für das Občanské fórum („Bürgerforum“) ins Parlament gewählt. Nach dem Auseinanderbrechen des Forums formten diese Mitglieder einen „sozialdemokratischen Parlamentsklub“. Bei den Parlamentswahlen in der Tschechoslowakei 1992 gelang der Partei mit 7,67 % im tschechischen Landesteil und 10 von 150 Abgeordneten der Sprung ins tschechoslowakische Parlament. Bei den gleichzeitig stattfindenden Wahlen zum tschechischen Nationalrat erhielt die ČSSD 6,53 % der Stimmen und war mit 16 von 200 Abgeordneten ebenfalls im Parlament vertreten.
Eine größere Bedeutung erlangte die Partei jedoch erst mit der Wahl von Miloš Zeman zum Parteivorsitzenden im Jahr 1993, der sich gegen Jiří Paroubek durchsetzen konnte. Die Partei, die mit der Wahl Zemans auch den heutigen Namen annahm, etablierte sich unter seiner Führung als führende Kraft im linken Parteienspektrum Tschechiens und stellte nach der Parlamentswahl 1996 hinter der ODS erstmals die zweitstärkste Fraktion im Abgeordnetenhaus. Zeman wurde 1996 zum Präsidenten des Abgeordnetenhauses gewählt.

### Regierungen Zeman, Špidla, Gross und Paroubek (1998–2006)

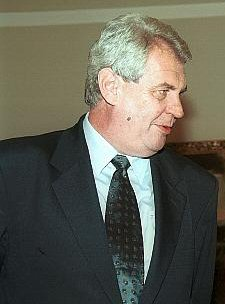
Miloš Zeman (2001)

Die ČSSD gewann die vorgezogene Parlamentswahl 1998 und Miloš Zeman wurde Ministerpräsident einer auf vertraglicher Grundlage von der ODS tolerierten Minderheitsregierung.
Bei der Parlamentswahl 2002 konnte sich die ČSSD gut behaupten: Der nach dem Rückzug Zemans 2001 neu gewählte Parteivorsitzende Vladimír Špidla beerbte Zeman in einer Koalitionsregierung bestehend aus ČSSD, KDU-ČSL und US-DEU auch im Amt des Ministerpräsidenten. Unter seiner Führung kam es jedoch zu internen Streitereien der Partei: So gelang es beispielsweise trotz der entsprechenden Mehrheit im Parlament (Senat und Abgeordnetenhaus zusammen) nicht, Miloš Zeman als Kandidaten der ČSSD bei den Präsidentenwahlen 2003 durchzusetzen. Andere Kandidaten fielen wegen der mangelnder Geschlossenheit der Partei ebenfalls durch. Nach mehreren Wahlgängen überraschend Václav Klaus von der ODS. Unmittelbar nach der misslungenen Präsidentenwahl gelang es Špidla zwar noch, den Parteivorsitz mit 299 zu 147 Stimmen gegen Jiří Rusnok zu verteidigen. Špidla musste letztlich 2004 wegen des katastrophalen Ergebnisses der Partei bei den Europawahlen (nur 8,8 %) seine Ämter als Premier und als Parteivorsitzender an den bisherigen Innenminister Stanislav Gross abgeben. Dieser setze zunächst die bisherige Koalition fort.
Die Minister der KDU-ČSL forderten jedoch im Frühjahr 2005 Gross`Rücktritt, nachdem dieser in eine Immobilienaffäre verstrickt war. Zwar gelang es ihm am 26. März 2005 noch, den Parteivorsitz mit rund 53 % der Delegiertenstimmen gegen seinen Herausforderer Zdeněk Škromach zu verteidigen. Am 30. März 2005 traten die Minister der KDU-ČSL zurück und kündigten die Koalition auf. Gross konnte bei einem Misstrauensvotum am 1. April 2005 dank Enthaltung der Abgeordneten der KSČM auch das Amt des Premiers vorerst behalten und spekulierte auf die Fortsetzung seiner Arbeit in einer Minderheitsregierung. Am 26. April 2005 erklärte er den Rücktritt von allen Ämtern. Den Parteivorsitz übernahm zunächst kommissarisch Finanzminister Bohuslav Sobotka. Als neuen Premier Premierminister nominierte die Partei indessen den Vizevorsitzenden und bisherigen Regionalminister Jiří Paroubek. Diesem gelang die Restauration der bisherigen Koalition. Er wurde am 13. Mai 2006 auf einem Parteitag in Prag (unmittelbar vor den Wahlen) auch zum neuen Vorsitzenden gewählt wurde. Er bekam 91,9 % der Delegiertenstimmen (von 521 Delegierten stimmten 479 für ihn, 35 gegen ihn, 7 Stimmen waren ungültig). Paroubek war zwischenzeitlich gelungen, die Partei in den Meinungsumfragen wieder zu stabilisieren.

### Opposition (2006–2013)
Nach den Abgeordnetenhauswahlen 2006, bei welcher die Partei trotz eines sehr guten Ergebnisses nur zweitstärkste Kraft geworden war, gab es in Tschechien ein parlamentarisches Patt: Sowohl der Block der „Linken“, ČSSD und Kommunisten, als auch der Block der „Rechten“, bestehend aus ODS, KDU-ČSL und SZ, erreichten zusammen jeweils 100 Sitze. Dieses Patt lähmte das politische Geschehen in Tschechien bis zum Jahresende. Denn weder verständigten sich die großen Parteien auf eine Zusammenarbeit, noch wollten die KDU-ČSL bzw. SZ einer auf die Unterstützung der Kommunisten angewiesenen Regierung der ČSSD angehören. Infolgedessen war auch die Konstituierung des Abgeordnetenhauses erst nach mehrwöchiger Verzögerung möglich, weil anfangs kein Kandidat die notwendige Mehrheit für die Wahl eines Vorsitzenden erreichte. Der nach Konstituierung der Kammer im September 2006 von Präsident Klaus mit dem Auftrag zur Regierungsbildung beauftragte ODS-Vorsitzende Mirek Topolánek konnte erst im Januar 2007 im zweiten Anlauf eine mehrheitsfähige Regierung bilden, nachdem zwei Abgeordnete die Fraktion der ČSSD verlassen hatten und sich zu einer Tolerierung einer Regierung des rechten Flügels bereit erklärten. Jiří Paroubek übernahm das Amt des „Oppositionschefs“. Als solcher schaffte er es, im März 2009 die Minderheitsregierung von Ministerpräsident Topolánek durch ein Misstrauensvotum zu stürzen, nachdem einzelne Abgeordnete der ODS und der SZ ihrerseits der eigenen Regierung das Vertrauen versagten.
2007 verließ Miloš Zeman nach einem internen Streit um den politischen Kurs die Partei. Zeman wurde unter anderem auch vorgeworfen, in einem Rechtsstreit bezogen auf Restitutionsansprüche gegenüber der Parteizentrale dem beauftragten Anwalt ein überhöhtes Honorar vertraglich zugesichert zu haben. Paroubek versuchte, unter anderem auch in öffentlichen Aufrufen, Zeman zurück in die Partei zu holen. Er war auch wieder als Kandidat der Partei für die Präsidentenwahl 2013 im Gespräch. Zeman  brach jedoch im Herbst 2009 endgültig mit der ČSSD, indem er mit der Strana práv občanů (Partei der Bürgerrechte) eine eigene politische Bewegung ins Leben rief.
Nach dem relativ schlechten Abschneiden bei den Wahlen zum Abgeordnetenhaus 2010 (−10 Prozentpunkte, trotzdem wurde die ČSSD stärkste Fraktion) und wegen einer bürgerlichen Mehrheit keinerlei Aussichten auf eine Regierungsbeteiligung trat Paroubek vom Parteivorsitz zurück. Kommissarisch übernahm wiederum Bohuslav Sobotka die Parteiführung. Am 18. März 2011 wurde Sobotka im zweiten Wahlgang mit 304 gegen 258 Stimmen für seinen Herausforderer, Michal Hašek, offiziell zum Parteivorsitzenden gewählt. Paroubek trat 2011 aus der Partei aus und rief gemeinsam mit der nach 1990 unbedeutend gebliebenen Tschechischen National-Sozialen Partei die Národní socialisté – levice 21. století (Volkssozialisten – Linke des 21. Jahrhunderts) ins Leben.
Bei der Präsidentschaftswahl im Januar 2013 kandidierte für die ČSSD der stellvertretende Parteivorsitzende Jiří Dienstbier. Er konnte mit 16,12 % der Stimmen und Rang 4 jedoch nicht die Stichwahl erreichen. Es siegte der ehemalige Vorsitzende Miloš Zeman, zu dessen Wahl in der Stichwahl zwar die Parteiführung, nicht jedoch der unterlegene Kandidat Dienstbier aufrief.

### Regierung Sobotka (2014–2017)

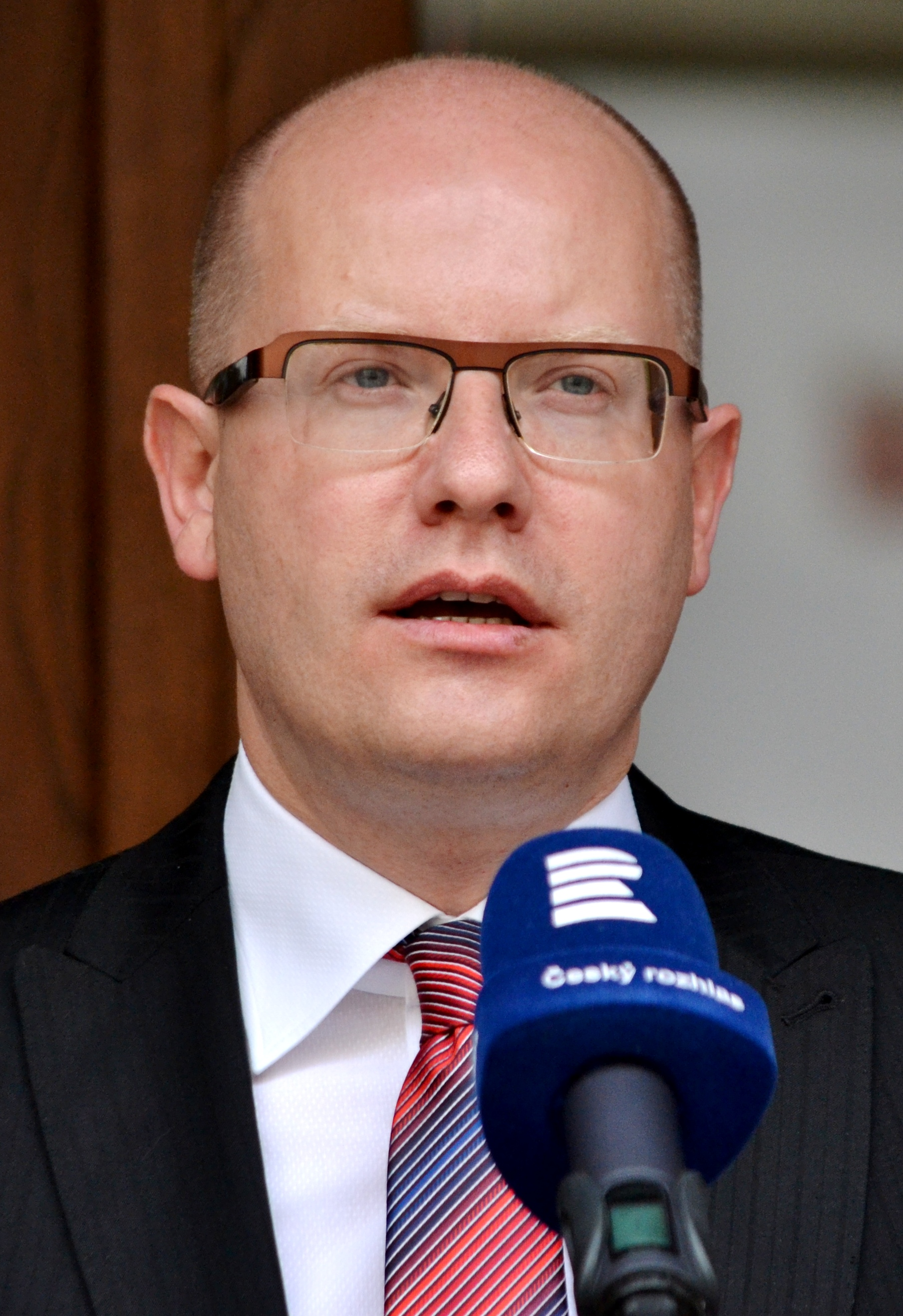
Bohuslav Sobotka

Die ČSSD wurde bei der vorgezogenen Abgeordnetenhauswahl 2013 mit 20,45 % bzw. 50 von 200 Abgeordneten zwar wieder stärkste politische Kraft. Mit dem schlechtesten Ergebnis seit 1992 blieb die Partei jedoch deutlich hinter den Erwartungen zurück, zumal die Partei nicht von der sinkenden Popularität und der Beendigung der vorherigen Mitte-rechts-Regierung aufgrund einer Korruptions- und Spionageaffäre profitieren konnte. Nach der Wahl entbrannte ein offener Machtkampf zwischen dem Parteivorsitzenden und Spitzenkandidaten Bohuslav Sobotka und seinem Stellvertreter Michal Hašek. Unterstützt u. a. von Staatspräsident Miloš Zeman versuchte Hašek, Parteichef Sobotka zu stürzen. Da Sobotka jedoch unerwartet hohe Unterstützung in der Partei und in der Öffentlichkeit erhielt, trat Hašek am 8. November 2013 vom Vizevorsitz der Partei zurück.
Danach konnte Sobotka erfolgreich Koalitionsgespräche mit der neugegründeten Partei ANO 2011 des Unternehmers Andrej Babiš und der traditionellen KDU-ČSL führen. In der am 29. Januar 2014 neuen Regierung Bohuslav Sobotka ist die ČSSD neben dem Premier mit 7 Ministern vertreten (ANO 2011 - 6 Minister, KDU-ČSL – 3 Minister). Erstmals seit 2006 waren die Sozialdemokraten damit wieder direkt an der tschechischen Regierung beteiligt.
Die Regierung Sobotka geriet Anfang Mai 2017 nach Steuerbetrugsvorwürfen gegen den Vorsitzenden der ANO in eine tiefe Krise. In der Folge trat Sobotka Mitte Juni 2017 als Parteivorsitzender zurück und verzichtete auf die Spitzenkandidatur bei der Abgeordnetenhauswahl 2017. Den Parteivorsitz übernahm kommissarisch sein Stellvertreter Milan Chovanec, die Spitzenkandidatur Außenminister Lubomír Zaorálek; Sobotka blieb zunächst Regierungschef.

### Niedergang seit 2017
Bei den Abgeordnetenhauswahlen 2017 verlor die ČSSD über 13 Prozentpunkte und wurde mit 15 von 200 Abgeordneten nur noch sechststärkste Fraktion, während die ANO 2011 mit deutlichem Abstand stärkste Fraktion wurde. Für die kurze Zeit später stattfindenden Präsidentschaftswahlen verzichtete die Partei auf die Aufstellung eines eigenen Kandidaten. Die ČSSD schied in Folge der Wahlen zunächst aus der Regierung aus. Der ANO-Vorsitzende Andrej Babiš bildete eine Minderheitsregierung, für die er jedoch keine Zustimmung im Abgeordnetenhaus erreichen konnte. Nachdem der bisherige Parlamentspräsident Jan Hamáček im Februar 2018 zum neuen Parteivorsitzenden gewählt worden war, erklärte er sich zu Gesprächen über den Eintritt der Partei in die Regierung bereit. Im nach längeren Verhandlungen am 27. Juni 2018 gebildeten neuen Kabinett erhielt die ČSSD 5 Ministerposten. Das Kabinett war im Parlament auf die Tolerierung durch die KSČM angewiesen.
Die Europawahlen 2019 endeten mit einer weiteren schweren Niederlage. Mit 3,95 % der Stimmen und einem Rückgang von mehr als 10 Prozentpunkten verfehlte die Partei den Einzug in das Europäische Parlament.
Bei den Wahlen 2021 musste die ČSSD erneut eine schwere Niederlage einstecken und scheiterte mit einem Stimmenanteil von 4,65 % am Wiedereinzug ins Abgeordnetenhaus. Im Dezember 2021 wurde Michal Šmarda zum neuen Parteivorsitzenden gewählt. 2023 beschloss die Partei eine Namensänderung. Sie nannte sich in „Sociální demokracie“ (abgekürzt SOCDEM, deutsch „Sozialdemokratie“) um und gab auch das bisherige Kürzel „ČSSD“ auf. Dieses übernahm sogleich eine Kleinpartei, die auch ihr Parteilogo jenem der bisherigen ČSSD anglich. Zudem wählte sie den ehemaligen Vorsitzenden der früheren ČSSD Jiří Paroubek zu ihrem neuen Parteivorsitzenden.
Nach den für die Partei wenig erfolgreichen Senats- und Regionalwahlen im Herbst 2024 entschloss sich Michal Šmarda, auf dem  kurz darauffolgenden Parteitag den Parteivorsitz nicht mehr zu verteidigen. Die Delegierten wählten stattdessen die ehemalige Sozialministerin Jana Maláčová zur neuen Vorsitzenden. Sie hatte 2021 noch erfolglos für den Parteivorsitz kandidiert. Sie setze sich dieses Mal mit 101 von 152 Stimmen unter anderem gegen den ehemaligen Senator Jiří Dienstbier durch.
Aufgrund fehlender Aussichten, alleine das 5%-Quorum bei den im Herbst 2025 anstehenden Abgeordnetenhauswahlen zu überwinden, eruierte die Partei im Vorfeld eine Zusammenarbeit mit anderen politischen Gruppierungen, unter anderem mit der PŘÍSAHA oder der ANO 2011. Am 17. Juni 2025 kam es indessen zu einer Vereinbarung der Kandidatur der SOCDEM auf der um die KSČM bestehenden Wahlliste Stačilo! (deutsch etwa: Es reicht!), die europaskeptische Positionen vertritt. Dies führte zum Parteiaustritt von mehr als 1.300 Mitgliedern, darunter namhaften Personen wie dem ehemaligen Vorsitzenden Michal Šmarda, dem ehemaligen Präsidentschaftskandidaten Jiří Dienstbier, dem letzten verbliebenen Senator Petr Vícha und dem letzten verbliebenen Landeshauptmann (Hejtman) Martin Netolický.

## Entwicklung des Parteinamens

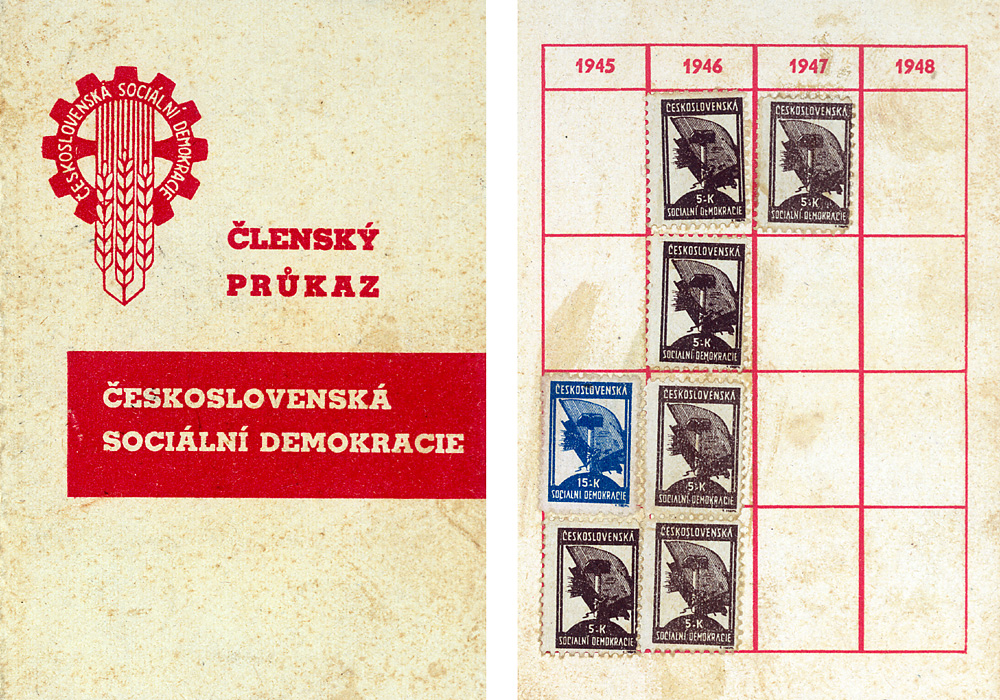
Parteibuch der ČSSD von 1945

- 1878–1893: Sociálně-demokratická strana českoslovanská v Rakousku (Tschechoslowakische Sozialdemokratische Partei in Österreich), als Teil der österreichischen Sozialdemokratie (bis 1918 noch als Tschechische Sozialdemokratische Partei in Österreich, stellte unter Reumann 1919/20 noch einen Wiener Stadtrat, Bohumil Sirotek, dann in der SDAP aufgegangen)
- 1893–1918: Českoslovanská sociálně demokratická strana dělnická (Tschechoslowakische Sozialdemokratische Arbeiterpartei), als eigenständige Partei
- 1918–1938: Československá sociálně demokratická strana dělnická (Tschechoslowakische Sozialdemokratische Arbeiterpartei)
- 1938–1939: Národní strana práce (Nationale Arbeitspartei) – Einheitliche Partei der Sozialdemokraten und Nationalsozialisten
- 1945–1948: Československá sociální demokracie (Tschechoslowakische Sozialdemokratie)
- 1948–1989: Die sozialdemokratische Partei wurde mit der Kommunistischen Partei der Tschechoslowakei (KSČ) vereinigt, im Exil existierte sie aber weiter.
- 1990–1993: Československá sociální demokracie (Tschechoslowakische Sozialdemokratie)
- 1993–2023: Česká strana sociálně demokratická (Tschechische Sozialdemokratische Partei)
- seit 2023: Sociální demokracie (Sozialdemokratie)

## Wahlergebnisse

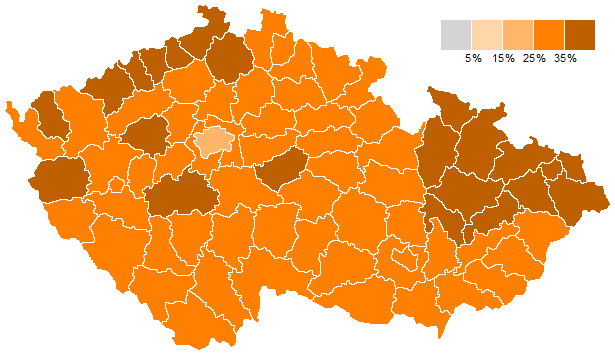
Wahlergebnis der ČSSD 1998

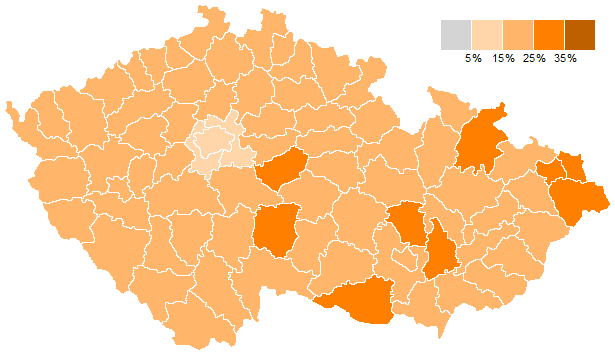
Wahlergebnis der ČSSD 2013

Wahlergebnisse bei den Wahlen zum Tschechischen Nationalrat (1990–1992) bzw. Abgeordnetenhaus (seit 1996):
- 1990: 4,1 % – 0 Sitze
- 1992: 6,5 % – 16 Sitze
- 1996: 26,4 % – 61 Sitze
- 1998: 32,3 % – 74 Sitze
- 2002: 30,2 % – 70 Sitze
- 2006: 32,3 % – 74 Sitze
- 2010: 22,1 % – 56 Sitze
- 2013: 20,5 % – 50 Sitze
- 2017:  7,3 % – 15 Sitze
- 2021:  4,7 % – 0 Sitze

## Vorsitzende der Partei (ab 1904)
- 1904–1915: Antonín Němec
- 1916–1917: Bohumír Šmeral
- 1917–1925: Antonín Němec (2. Amtszeit)
- 1925–1938: Antonín Hampl

- 1945–1947: Zdeněk Fierlinger
- 1947–1948: Bohumil Laušman
- 1948: Blažej Vilím (im Exil)
- 1948–1972: Václav Majer (im Exil)
- 1972–1989: Vilém Bernard (im Exil)
- 1989–1990: Karel Hrubý (im Exil)

- 1990–1993: Jiří Horák
- 1993–2001: Miloš Zeman
- 2001–2004: Vladimír Špidla
- 2004–2005: Stanislav Gross
- 2005–2006: Bohuslav Sobotka (kommissarisch)
- 2006–2010: Jiří Paroubek
- 2010–2017: Bohuslav Sobotka (bis 2011 wiederum kommissarisch)
- 2017–2018: Milan Chovanec (kommissarisch)
- 2018–2021: Jan Hamáček
- 2021–2024: Michal Šmarda
- seit 2024: Jana Maláčová